# Hombre de La Chapelle-aux-Saints

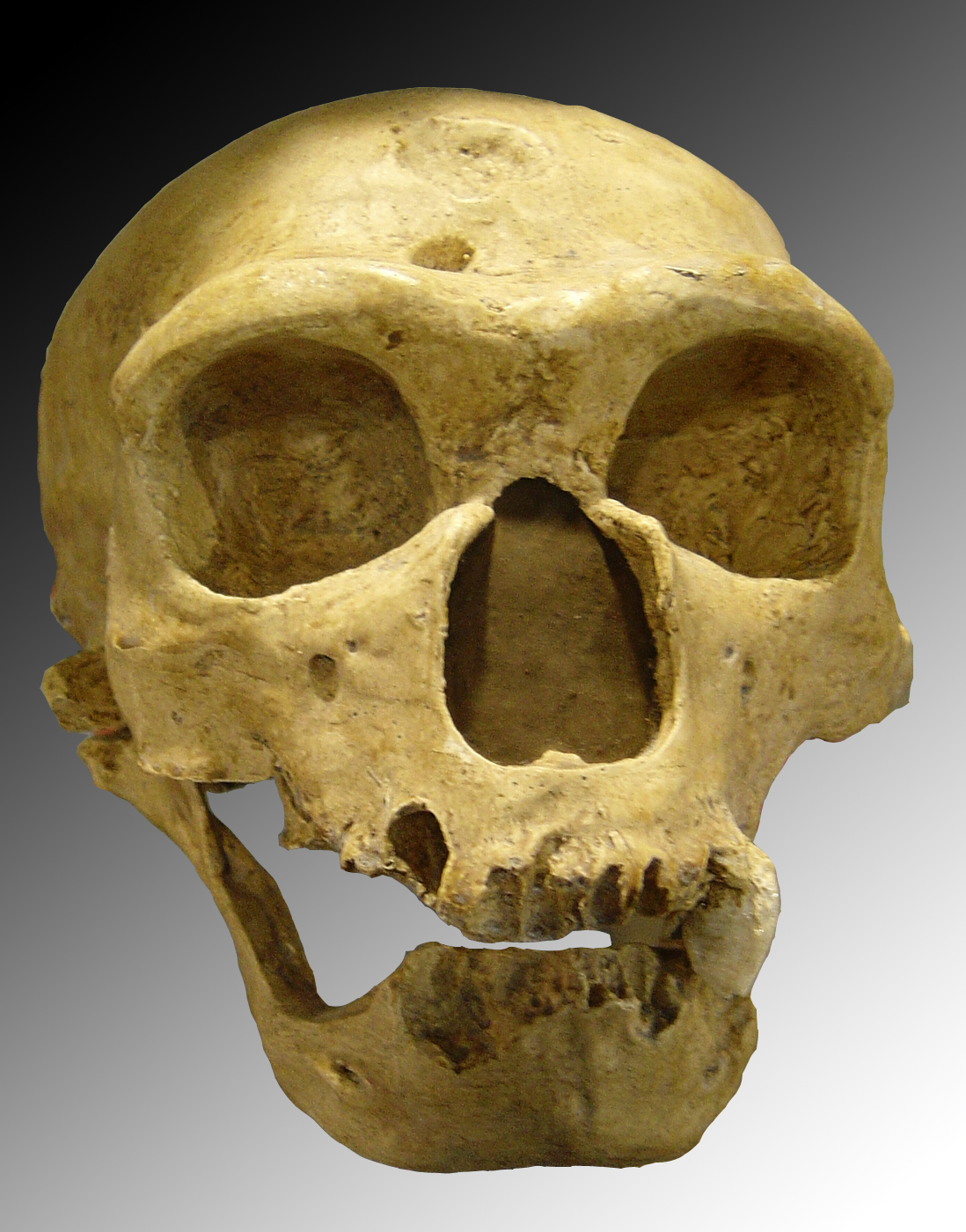
Cráneo del Hombre de La Chapelle-aux-Saints.

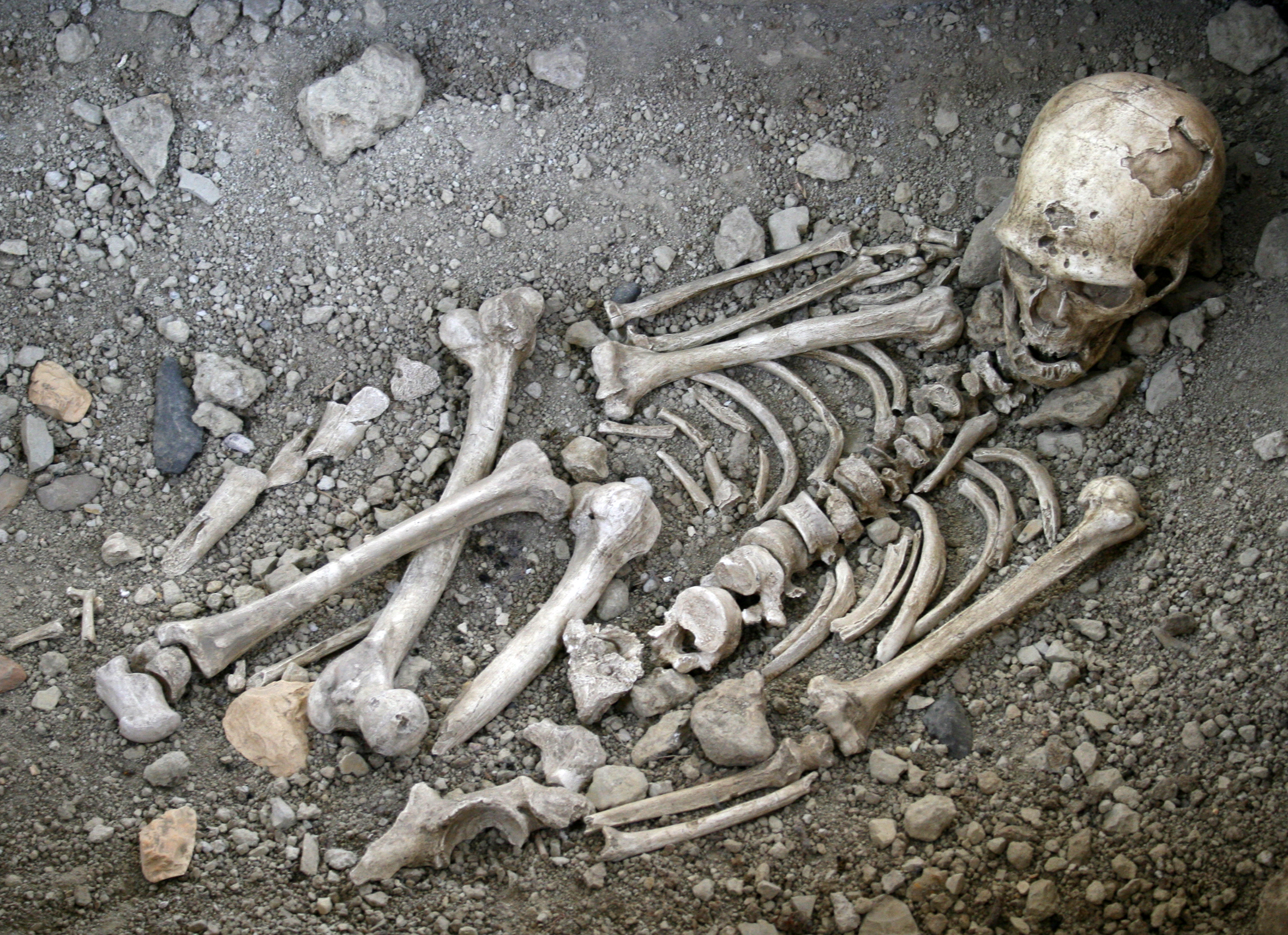
Reconstrucción del enterramiento y de los fósiles encontrados en La Chapelle-aux-Saints.

Hombre de La Chapelle-aux-Saints o La Chapelle-aux-Saints 1 (popularmente denominado "El Viejo") es el nombre con el que se conoce a un esqueleto parcial clasificado como perteneciente a Homo neanderthalensis, y se le estima una edad de 60 000 años. Se considera a estos restos como los típicos de la anatomía clásica del Neandertal de Europa Occidental.
Fue descubierto en la localidad francesa de La Chapelle-aux-Saints por A. y J. Bouyssonie, y L. Bardon en 1908. Se trataba de un individuo fallecido en torno a los cuarenta años y con mala salud, sufría artritis y había perdido muchos dientes.
Fue estudiado en primer lugar por Marcellin Boule, cuya reconstrucción anatómica, publicada en 1911 se convirtió en la más popular de la especie en los años siguientes. La reconstrucción de Boule de 1911 de La Chapelle-aux-Saints 1 describió a los neandertales con un cráneo proyectado hacia atrás, una columna vertebral sin curvatura, caderas y rodillas torcidas y un gran dedo gordo del pie separado. Esta descripción se ajustaba bien a los escenarios evolutivos del momento en los cuales los neandertales no eran considerados ancestros directos de los humanos (la relación entre neandertales y humanos modernos requiere un mayor debate en la antropología actual) y se los creía más primitivos en todos los aspectos. En 1957, los restos fueron reexaminados por Straus y Cave, que realizaron una reconstrucción anatómica más correcta, en el sentido de darle una mayor modernidad. Particularmente su postura sería casi idéntica a la de los humanos modernos. Straus y Cave atribuyeron los errores de Boule a la grave osteoartritis que muestran los restos; aunque el antropólogo físico Erik Trinkaus ha sugerido que tales errores podrían simplemente explicarse por la naturaleza fragmentaria de los restos.
El espécimen había perdido la mayor parte de sus dientes, con pruebas de haberse curado tras la pérdida. Faltan todos los molares de la mandíbula, por lo que algunos investigadores sugieren que "El Viejo" habría necesitado ayuda para comer, posiblemente a través del procesado de su comida. Este hecho representaría una prueba de un comportamiento altruista, similar al registrado en Shanidar 1. No obstante, estudios posteriores han demostrado que la permanencia de incisivos, caninos y preemolares habrían permitido a este espécimen masticar su propia comida, aunque fuera con alguna dificultad.